# Gera
Gera (pronunciación en alemán: /ˈɡeːʁa/ (escucharⓘ)) es una ciudad alemana del estado de Turingia.
Fue la capital del condado de Reuss-Gera y posteriormente del Principado de Reuss (línea menor) , un antiguo estado alemán gobernado por la línea menor de la Casa de Reuss.

## Geografía
Se encuentra en los alrededores de Erfurt, capital del estado.
Es la segunda mayor ciudad así como una de las cuatro ciudades libres de mayor importancia de Turingia y tiene el estatus de una ciudad-distrito (Kreisfreie Stadt). Otras ciudades próximas son Chemnitz (a unos 58 km al este), Leipzig (unos 60 km por el norte), Halle (unos 70 km al norte) y Erfurt (a unos 74 km al oeste de Gera).

## Transportes
- Aeropuerto de Leipzig-Altenburgo